# Eremobates cruzi
Eremobates cruzi är en spindeldjursart som beskrevs av Muma 1951. Eremobates cruzi ingår i släktet Eremobates och familjen Eremobatidae. Inga underarter finns listade i Catalogue of Life.